# Fleuvehäst
Fleavuehästen är en hästras från Senegal som, även om den inte är speciellt välkänd i övriga världen, finns i över 450 000 exemplar. Hästarna finns i hela västra Afrika och används inom all slags hästverksamhet som lättare jordbruk, transport, ridning och som packdjur. Hästarna är ädla, vackra och visar tydligt upp sitt orientaliska ursprung. I Senegal som varit en fransk koloni är det officiella namnet på rasen Le Cheval de Fleuve.. eller ordagrant översatt "Flodens häst".

## Historia
Fleuvehästens historia är relativt okänd utan någon dokumentation på hur utvecklingen gått till. Med genetiska tester och med de historier som uppfödarna berättar vet man att hästarna utvecklades genom korsningar av importerade Berberhästar och inhemska ponnyer för flera hundra år sedan.
Fleuvehästarna har sedan dess hållits rena från annat blod och trots att det inte finns någon stambok eller förening för rasen så är de förvånansvärt välavlade. Fleuvehästarna har även varit med och utvecklat en annan afrikansk ponnyras kallad Foutahäst.

## Egenskaper
Fleuvehästen är en vacker och ädel liten hästras med lätt exteriör och ett vackert huvud som visar det orientaliska ursprunget. Ponnyn har dock litet längre bakben än framben som ger den ett framåtlutat intryck men de kraftiga bakbenen ger en extra skjuts till hästarna som är snabba, säkra på foten och uthålliga. 